# Вологодский оптико-механический завод
АО «Вологодский оптико-механический завод» (АО «ВОМЗ») — российское приборостроительное предприятие расположенное в г. Вологда.
Входит в состав Холдинг «Швабе» государственной корпорации «Ростех».

## История
16 октября 1971 года министр оборонной промышленности С. Зверев подписал приказ о начале производственной деятельности Вологодского оптико-механического завода. Эта дата официально считается днём рождения предприятия.
В 1972 году на приспособленных для производства площадях начался выпуск простейших оптических деталей и луп. В 1973 году на реконструируемых площадях бывшей швейной фабрики создаётся цех, который стал выпускать бинокли и комплектующие узлы приборов. С 1975 года завод освоил выпуск буссолей.
В 1974—1975 гг. на базе Вологодского оптико-механического завода и пяти небольших производств, расположенных в районных центрах Вологодской области, было образовано Вологодское производственное объединение «Север».
С 19 февраля 1977 года объединение «Север» входит на правах завода в состав Ленинградского оптико-механического объединения им. В. И. Ленина.
К лету 1978 года были введены все предусмотренные проектом основные производственные площади завода.
В начале 1980-х годов определилось основное направление деятельности предприятия — производство прицельных комплексов для установки их на подвижных военных объектах.
В 1986 году завод выходит из состава «ЛОМО» и создаётся самостоятельное производственное объединение «Вологодский оптико-механический завод».
В 1994 году после приватизации предприятия было создано акционерное общество открытого типа — ОАО «ВОМЗ».
В 2015 году в соответствии с Федеральным Законом от 05.05.2014 г. № 99-ФЗ изменена форма собственности на акционерное общество — АО «ВОМЗ».

С середины 2010-х активно участвует в импортозамещении.

## Продукция

Оптический прицел Pilad P4×32L

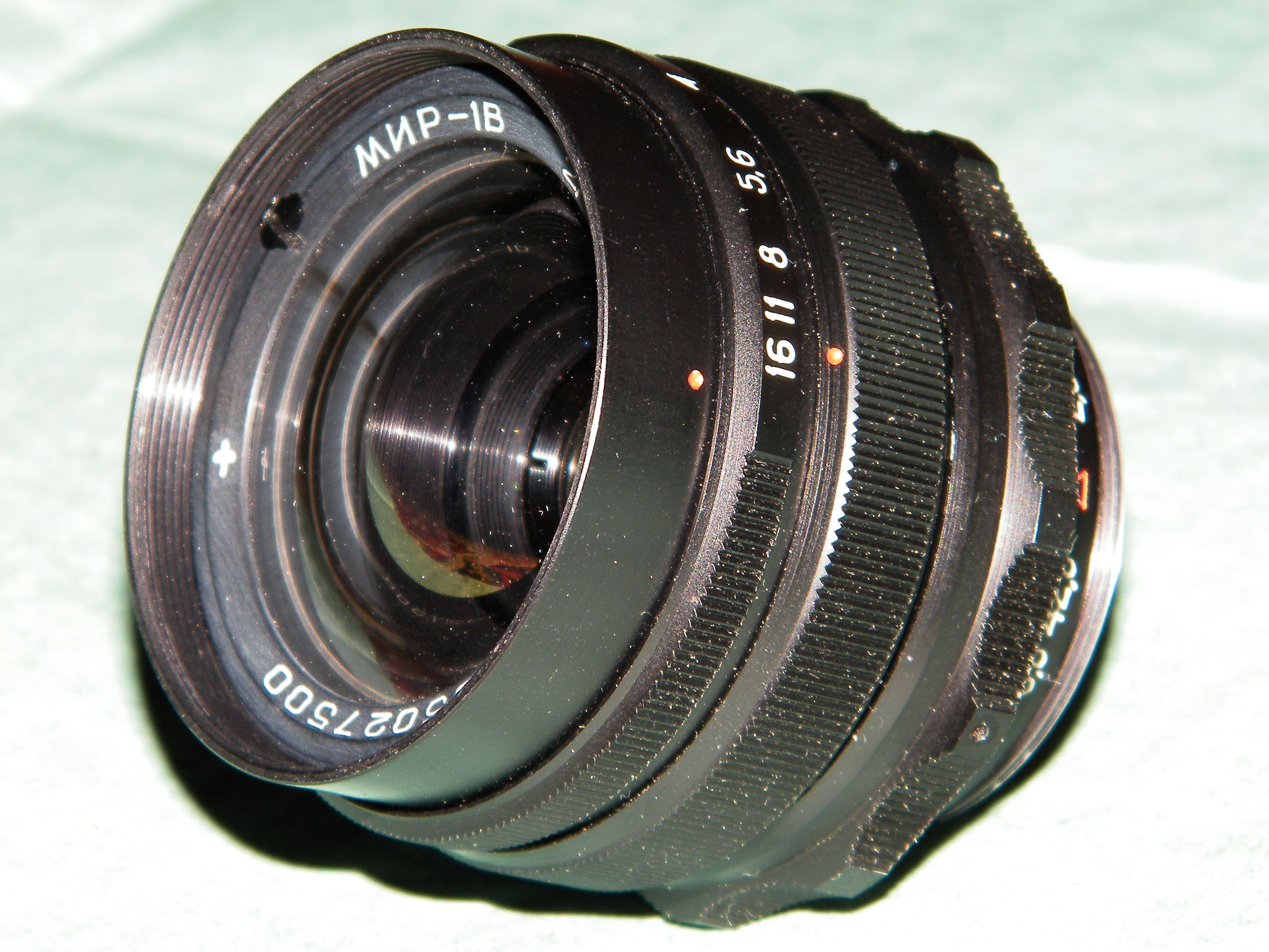
Объектив «Мир-1В» 2,8/37

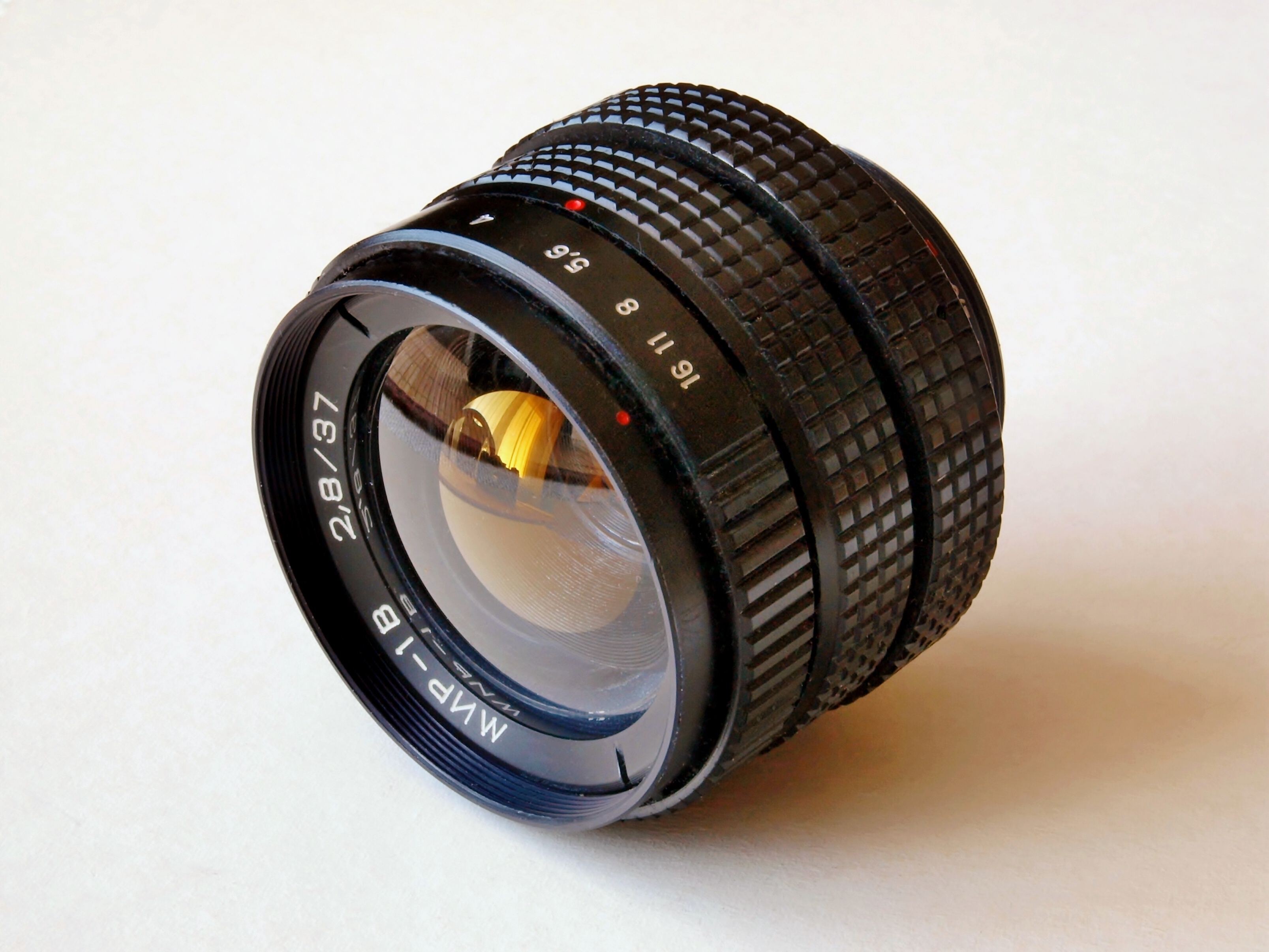
Объектив «Мир-1В» 2,8/37 в усовершенствованной оправе

По состоянию на 2010 год завод производит сложные оптико-электронные и оптико-механические приборы, изделия для пищевой промышленности, станкостроения и бытовую технику:
- Тепловизионные камеры
- Оптические прицелы
- Прицелы ночного видения
- Кронштейны и переходные планки для оптических прицелов
- Кронштейны для прицелов ночного видения
- Лупы
- Буссоли
- Варочные котлы
- Шкафы пекарные
- Приборы медицинского назначения

## Производственные цеха
- Гальванический цех
- Лакокрасочный цех
- Механический цех
- Оптический цех
- Сборочный цех
- Цех микроэлектронного производства
- Цех по изготовлению изделий из пластмассы
- Цех точного литья
- Цеха деревообработки
- Электромонтажный цех

## Санкции
2 августа 2023 года, из-за российского вторжения на Украину, завод включён в блокирующий санкционный список США. 18 декабря 2023 года завод включён в санкционный список всех стран Евросоюза так как он «выпускает прицелы P2,5х24L Brevis которые используются в агрессивной войне против Украины. Более того, ОАО "ВОМЗ" открыто поддерживает войну России в Украине, публикуя посты поддержки в социальных сетях». По аналогичным основаниям завод находится под санкциями Швейцарии, Украины и Японии.